# آلفا ماهی طلایی
آلفا ماهی طلایی یک ستاره است که در صورت فلکی ماهی زرین قرار دارد.